# Проксодолол
Проксодолол — противоглаукомный препарат. Прописывается при артериальных гипертониях, стенокардии, застойной сердечной недостаточности и глаукоме. Входит  в «Перечень жизненно необходимых и важнейших лекарственных препаратов» (ЖНВЛП) Правительства РФ.

## Общая информация
Оригинальный отечественный α-, β-адреноблокатор.
Оказывает антигипертензивное, антиангинальное и антиаритмическое действие. Снижает внутриглазное давление при глаукоме.
Для длительной антигипертензивной и антиангинальной терапии назначают прием внутрь, начиная с 0,01 г 3—4 раза в день; Если есть необходимость, постепенно увеличивают дозу до 80—120 мг (иногда до 240 мг) в сутки. При гипертонических кризах вводят в вену 1—2 мл 1% раствора, через 5 мин возможно повторное ведение препарата до общей дозы 5—10 мл; также можно вводить капельно (5 мл 1% раствора в 200 мл изотонического раствора натрия хлорида).
При открытоугольной глаукоме применяют в виде 1% или 2% раствора по 2 капли 2 раза в сутки. Действие препарата сохраняется 10-12 часов. Возможно сочетание с другими противоглаукоматозными препаратами.
Препарат был изобретен в СССР. Иностранные аналоги отсутствуют. Ранее назывался Проксодолол-АКОС.
Регистрационное Удостоверение Министерства Здравоохранения РФ Р N 
001067/01 от 16.01.2008 (переоформлено 20.01.2013)

## Противопоказания
Диспептические расстройства, брадикардия, головная боль, головокружение, боли в эпигисторальной области.

## Физические свойства
Белый кристаллический порошок. Легко растворим в воде.

## Форма выпуска
Формы выпуска: таблетки по 10 и 40 мг; 1% раствор в ампулах по 5 мл и 10 мл для внутривенного введения; глазные капли в тюбиках-капельницах (1% или 2% раствор в тюбиках-капельницах по 1,5 мл либо 1% или 2% раствор во флаконах по 5 мл и 10 мл.

## Хранение
Хранение: список Б. В защищённом от света месте.